# Kestenholz Gruppe
Die Kestenholz Automotive Holding AG mit Sitz in Pratteln ist eine im Automobilhandel tätige Schweizer Unternehmensgruppe. Das seit 2020 von Thomas Kestenholz in dritter Generation geführte Familienunternehmen beschäftigt mehr als 1'380 Mitarbeitende und erwirtschaftete 2023 einen Umsatz von 729 Millionen Schweizer Franken.

## Geschichte
Das Unternehmen wurde 1952 durch Erwin Kestenholz in Niederdorf BL gegründet. Mit dem Eintritt seiner beiden Söhne Stephan und Peter Kestenholz Ende der 1970er Jahre wurden die Aktivitäten kontinuierlich ausgeweitet und die Vertriebsverantwortung für Mercedes-Benz in der Region Basel und im angrenzenden Deutschland übernommen. Zum 1. Januar 2020 wurde Thomas Kestenholz Geschäftsführer der Kestenholz Gruppe. Das Familienunternehmen beschäftigt heute mehr als 1’380 Mitarbeitende, darunter über 250 Auszubildende. 
Die Kestenholz Gruppe setzt sich aus sechs Firmen zusammen: Der Kestenholz Automotive Holding AG und der Kestenholz Immobilien AG mit Sitz in Pratteln, der Kestenholz Automobil AG mit sechs Centern in der Nordwestschweiz, der Kestenholz GmbH (Hauptsitz in Freiburg im Breisgau) mit acht Centern in Südbaden, der Kestenholz Automobil GmbH (Hauptsitz in Koblenz, Rheinland-Pfalz) mit vier Centern und der Autohaus Falter GmbH (Hauptsitz Neustadt an der Weinstraße) mit sieben Center in der Pfalz und Baden-Württemberg.
In der Automotive Holding AG sind diverse Funktionen zentralisiert, darunter die Leitung der Finanzen, die Leitung des HR, das Controlling, die Informatik, das Qualitätsmanagement sowie die Immobilienverwaltung und die Unternehmenskommunikation.
Die Gebäude unterliegen der Kestenholz Immobilien AG.